# Вострово (Вологодская область)
Вострово — деревня в Никольском районе Вологодской области.
Входит в состав Кемского сельского поселения (с 1 января 2006 года по 1 апреля 2013 года входила в Нижнекемское сельское поселение), с точки зрения административно-территориального деления — в Нижнекемский сельсовет.
Расстояние до районного центра Никольска по автодороге — 67 км, до центра муниципального образования посёлка Борок по прямой — 14 км. Ближайшие населённые пункты — Никольское, Ямская, Путилово.
По переписи 2002 года население — 4 человека.